# Grebenhain (Ortsteil)
Grebenhain ist nach Einwohnerzahl der zweitgrößte Ortsbezirk (umgangssprachlich: "Ortsteil") der gleichnamigen Großgemeinde Grebenhain im mittelhessischen Vogelsbergkreis und Sitz der Gemeindeverwaltung. Der Ortsteil Grebenhain war bis 1972 eine eigenständige Gemeinde aus dem historischen Dorf Grebenhain mit der westlich gelegenen Siedlung Ahlmühle (mit Wochenendgebiet Ahlmüllersweide) und der direkt darüber liegenden Siedlung Oberwald. Die Wohnbebauung von Grebenhain erstreckt sich dadurch über 3,8 km von Ost nach West im oberen Tal der Schwarza.

## Geografie
Grebenhain (431 m ü. NHN) liegt im Hohen Vogelsberg, dem größten zusammenhängenden Basaltmassiv Mitteleuropas. Das Dorf liegt vier km östlich der Herchenhainer Höhe (733 m ü. NHN) und dem Grebenhainer Berg (729 m ü. NHN) und südlich des Klöshorst (550 m ü. NHN) als höchsten Punkt eines Höhenzugs in östlicher Richtung. Der tiefste Punkt liegt mit 425 m ü. NHN in der Waagbachaue, ein natürliches Überschwemmungsgebiet, lokal genannt die Waag (Waag ist eine mittelalterliche Bezeichnung für Überflutungen). Die Gemarkung von Grebenhain hat eine Fläche von 1477 ha. Sie liegt an einem Osthang des Vogelsbergmassivs dessen Tallage sich nach Fulda hin öffnet. Deswegen hat man eine gute Sicht auf die Rhön, jedoch nicht auf den Taunus.
Geografisch gehört Grebenhain zum Wassereinzugsgebiet der Weser. Die Wasserscheide Rhein-Weser befindet sich zwischen Grebenhain und Hartmannshain. Ein wirtschaftlich wichtiges Fließgewässer der Grebenhainer Tallage ist der aus dem südwestlich gelegenen Oberwald kommende sogenannte Mühlgraben, der schon früh zu einem Mühlgrabensystem beginnend in der Ahlmühle mit mehreren Wasserspeichern wasserbaulich umgebaut und entlang der Höhenlinie um den Hügel Am Katzenangel herum geleitet wurde. Bis vor einigen Jahrzehnten bekamen bis zu fünf Mühlen in der Ahlmühle und in Grebenhain dadurch ihre Wasserenergie. Dieser Graben wird vom Hessischen Landesamt für Bodenmanagement und Geoinformation bis in die Dorfmitte als Mühlgraben bezeichnet, dann ab dem Zusammenfluss mit einem ebenfalls aus dem Oberwald kommenden natürlichen Bach als Schwarza (in manchen historischen Karten) bzw. im Bereich der Waagbachaue als Waaggraben. Ein großer Wasserspeicher mit Staumauer des Mühlgrabens bildet das befestigte Alte Schwimmbad, das noch bis in die 1960er Jahre als solches mit Sprungbrett genutzt wurde. Nach der Gewässergütekarte von Hessen wird der Waagbach (lokal Waaggraben genannt) nach dem Zusammenfluss mit dem nördlichen Maulsbach hinter Vaitshain als Schwarza bezeichnet, die in der Gemarkung Schlechtenwegen unweit Blankenau in die Lüder mündet. Abweichend davon wird in einem ökologischen Gutachten von 1986 der Waagbach direkt ab Grebenhain als Schwarza bezeichnet. Ein in den 1970er Jahren auf etwa 1,7 ha Wasserfläche erweiterter Angelteich, der sogenannte Katzenteich, liegt westlich zwischen dem Dorf Grebenhain und der neuen Siedlung Ahlmüllersweide.

## Geschichte

### Mittelalter
Entstanden ist Grebenhain, wie die meisten seiner Nachbardörfer, im Zuge der zunehmenden Rodung und des Landesausbaus im Vogelsberg während des hohen Mittelalters. Es gehörte zum Besitz des Klosters Fulda in der Wetterau, der im Hochmittelalter von den Grafen von Nidda als dessen Vögten verwaltet wurde. Nach dem Erlöschen des Niddaer Grafenhauses 1206 kam diese Vogtei an die Grafen von Ziegenhain und noch vor deren Aussterben 1434 an die Landgrafen von Hessen. Gemeinsam mit Bermuthshain, Crainfeld und Ilbeshausen gehörte Grebenhain in althessischer Zeit stets zum Amt Nidda und zum Gericht Crainfeld. Nach den verschiedenen hessischen Landesteilungen im 16. Jahrhundert gehörte es ab 1604 zur Landgrafschaft Hessen-Darmstadt.
Eine Kurmainzer Urkunde von 1067, in welcher der neugegründeten Pfarrei Breungeshain unter anderem Zehntrechte in einem Ort namens Giesenhachon zugewiesen wurden, wurde lange Zeit als erste Erwähnung von Grebenhain interpretiert, da der Ort auch als Grefenhachon bezeichnet wurde und war Grundlage der 925-Jahr-Feier im Jahr 1992. Diese Deutung ist nach heutigem Wissensstand jedoch nicht gesichert. Die ältesten eindeutigen Erwähnung des Ortes findet sich in zwei riedeselischen Verpfändungsurkunden vom 23. November und 15. Dezember 1338 als Grebenheyn bzw. Greffenheyn.
Durch Aufstauung der Schwarza entstand im Mittelalter an der Westseite des Dorfes ein großer Fischteich, der im Jahr 1429 als sehe zu Grebenhayn (See von Grebenhain) erstmals urkundlich erwähnt wird. Von seiner Größe her entsprach er in etwa dem heutigen Nieder-Mooser Teich. Die Fischgerechtigkeit stand bis 1559 jeweils zur Hälfte den Landgrafen von Hessen und den Riedeseln zu. Nach einem mehrjährigen Rechtsstreit verzichteten die Riedesel schließlich 1569 auf ihre wirtschaftlichen Rechte an der Befischung und erhielten dafür von Hessen das Quellgebiet des Moosbachs zur Anlage der heutigen Mooser Teiche zugesprochen. Der Teich wurde schließlich im Jahr 1789 trockengelegt und das Teich-Amtsgebäude im Dorf landwirtschaftlichen Zwecken zugeführt. Teile des Damms sind noch sichtbar erhalten, vor allem vor dem örtlichen Kindergarten und vor dem Sportgelände. Das Teich-Amtsgebäude mit einem Eichenfachwerk wurde jedoch 1974 abgerissen.

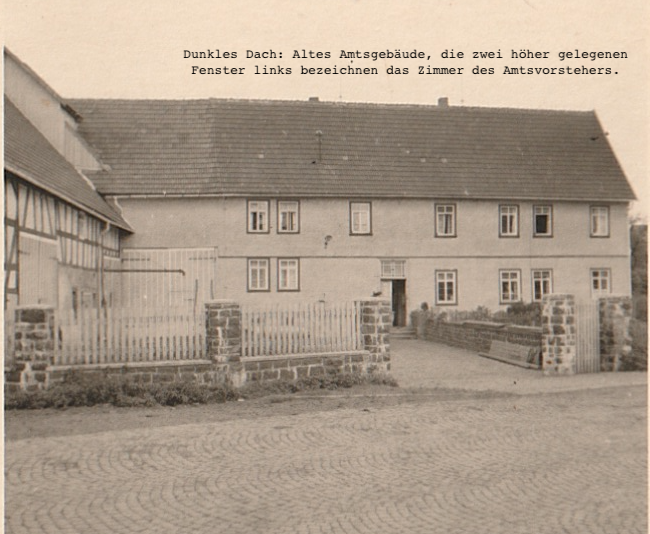
Teich-Amtsgebäude als landw. Hofstätte ca. 1950

Noch bis ins Spätmittelalter wurde in Grebenhain auch Eisenerz abgebaut und verhüttet, woran noch heute der Flurname Am Eisenberg, die örtliche Bezeichnung Eisenkaut und der Eisenbergsweg erinnern. Die Holzkohle zur Verhüttung in sogenannte Rennöfen entlang zweier Bäche, kam aus der Umgebung und wurde mit Pferdewagen nach Grebenhain gebracht. Im 15. Jahrhundert wurden beim Einsturz des Bergwerks dreizehn Männer aus Grebenhain unter Tage getötet. Noch vor 1500 wurde der inzwischen nicht mehr lohnende Bergbau eingestellt.
Während der spätmittelalterlichen Agrarkrise wurde außerdem das rund zweieinhalb Kilometer westlich von Grebenhain am Rand des Oberwaldes gelegene Dorf Schershain (erstmals 1399 erwähnt) von seinen Bewohnern verlassen und zur Wüstung, einige Dorfbewohner siedelten sich in der Waaggasse an. Die unterhalb von Schershain gelegenen Ahlmühlen (Getreidemühlen mit Wasserrädern) blieben bestehen.

### Beginn der Neuzeit
Um 1580 bis 1590 wurde erstmals eine Schule im benachbarten Crainfeld eingerichtet, die zunächst auch die Kinder aus Grebenhain besuchten. Nachdem zunächst in den anderen Filialorten der Pfarrei Crainfeld Schulen eingerichtet wurden, erhielt dann die Gemeinde Grebenhain auf ihr Ersuchen beim Crainfelder Pfarrer Keyser hin im Jahr 1679 ebenfalls eine eigene Schule im Ort.
Während des Dreißigjährigen Krieges wurde Grebenhain durch die Anlage von Wassergräben und Erdwällen befestigt, um der Bevölkerung der umliegenden Ortschaften Schutz bieten zu können. Gespeist wurden die Wassergräben aus dem benachbarten Teich. Trotz dieser Befestigungen wurde der Ort im Jahr 1646 durch schwedische Soldaten erstürmt, geplündert und in Brand gesteckt. 42 von 45 Hofreiten und die Kirche wurden ein Raub der Flammen. An die Befestigungen erinnern heute noch örtliche Hausnamen wie Wendeschanze und Schanzehennerjes.
Ebenfalls von einem Großbrand heimgesucht, diesmal durch den Leichtsinn mehrerer junger Burschen verursacht, wurde Grebenhain im Jahr 1748. Betroffen waren 15 Wohnhäuser nebst Scheunen. Während des Siebenjährigen Krieges (1756–1763) lagerten abwechselnd französische und alliierte Truppen im Gericht Crainfeld und erzwangen umfangreiche „Fouragierungen“. Im Sommer 1762 fand bei Crainfeld und Grebenhain ein größeres Gefecht statt, bei dem die Franzosen vernichtend geschlagen wurden.

### 19. Jahrhundert

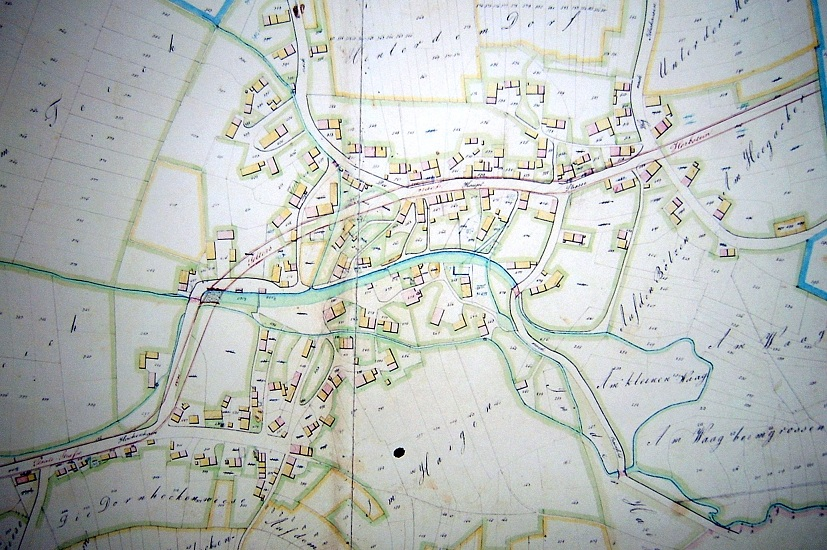
Parzellhandriss von 1832

Nach dem Inkrafttreten der neuen Gemeindeordnung im Großherzogtum Hessen 1821 wurde die aus dem Mittelalter überkommene Gerichtsorganisation abgeschafft und das bisherige Gericht Crainfeld aufgelöst. An die Stelle des bisherigen Schultheißen trat ein gewählter Bürgermeister. Grebenhain gehörte zunächst zum Landratsbezirk Schotten, bevor es 1832 in den Kreis Nidda eingegliedert wurde. 1848 wurde das Dorf Teil des kurzlebigen Regierungsbezirks Nidda und kam nach dessen Auflösung 1852 zum Landkreis Lauterbach.
Die Statistisch-topographisch-historische Beschreibung des Großherzogthums Hessen berichtet 1830 über Grebenhain:

„Grebenhain (L. Bez. Schotten) evangel. Filialdorf; liegt im Vogelsberg am Bilstein, 3 St. von Schotten, hat 100 Häuser und 568 Einwohner, die alle evangelisch sind. Man findet 5 Mahl- und 2 Oelmühlen. In der Nähe lag der Ort Schershayn oder Schereshayn.“

Einen nachhaltigen Einfluss auf die weitere Entwicklung der Gemeinde Grebenhain hatte die Entscheidung der großherzoglichen Regierung, die zwischen 1831 und 1857 gebaute Chaussee von Lauterbach nach Gedern nicht über den bisherigen Straßenknotenpunkt Crainfeld, sondern über Grebenhain zu führen. Bereits 1857 wurde in Grebenhain eine Postexpedition errichtet, verbunden mit der Einrichtung einer regelmäßigen Postkutschenverbindung nach Steinau an der Straße und eines Netzes von Landbriefträgern. In der Folgezeit begann Grebenhain allmählich das benachbarte Crainfeld in seiner Funktion als lokaler Mittelpunkt von Verkehr, Handel und Gewerbe zu verdrängen.

### 20. Jahrhundert bis heute
Diese Entwicklung beschleunigte sich mit dem Bau der Vogelsbergbahn zwischen Lauterbach und Gedern. Bereits 1901 erhielt Grebenhain einen gemeinsamen Bahnhof mit Crainfeld, der zunächst Endpunkt der Strecke von Lauterbach aus war, bevor diese dann 1906 bis Gedern vollendet wurde. Die Straße zwischen dem Ort und dem Bahnhof wurde zur Bahnhofstraße, entlang der in den folgenden Jahren und Jahrzehnten neben zwei Wohnhäusern für Bahnbeamte, später auch private Anwesen von Landwirten, Handwerkern und Gewerbetreibenden entstanden. Grebenhain erhielt auf diese Weise den Charakter eines Straßendorfes, obwohl es historisch gesehen ein Haufendorf darstellt.
Am östlichen Ende der Hauptstraße entstanden ein Postamt und ein Gemeinde-Doktorhaus im Anschluss an das Schulgebäude. Durch den stetigen Einwohnerzuwachs bedingt, ließ 1905 die Gemeinde Grebenhain das 1895 erbaute Schulhaus in der Hauptstraße 12 um ein Stockwerk vergrößern; das Haus ist heute in Privatbesitz (Geschäftshaus Alte Schule). Später erfolgte in der Bahnhofsstraße 1 der Bau eines weiteren Gemeinde- und Schulgebäudes (mit Wohnungen), später ebenfalls in Privatbesitz und 2017 von der Gemeinde abgerissen.

1907 erhielt Grebenhain eine Wasserleitung und 1921 wurde es an das elektrische Stromnetz des Überlandwerks Oberhessen angeschlossen. Zwischen 1928 und 1934 fand in der Gemarkung Grebenhain die erste Flurbereinigung statt.

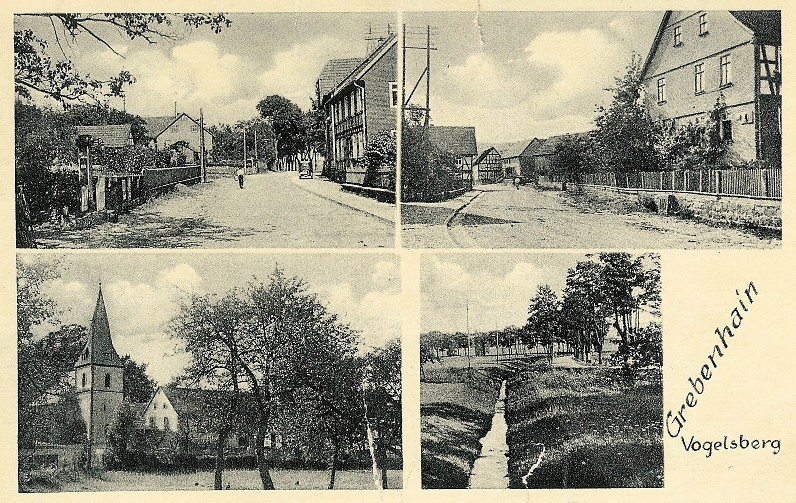
Alte Postkarte von Grebenhain (ca. 1930)

Durch die Initiative des seit 1927 in Grebenhain praktizierenden Tierarztes Otto Lang, mit nationalsozialistischer Gesinnung, wurde am 1. März 1929 in Grebenhain die erste NSDAP-Ortsgruppe im damaligen Kreis Lauterbach gegründet. In 1934 wurde er jedoch aus der Partei ausgeschlossen.
In der Zeit der nationalsozialistischen Diktatur begann im April 1936 der Bau einer Munitionsanstalt (Muna) der deutschen Luftwaffe im staatlichen Forst westlich der Ahlmühlen. Die im Wald errichtete Kasernen-, Fabrik- und Bunkeranlage für die Fertigstellung und Verpackung von Fliegerbomben, leichter Luftwaffenmunition und luftwaffentechnischer Ausrüstung wurde offiziell Luftmunitionsanstalt Hartmannshain genannt, obwohl sie in der Gemarkung des Dorfes Grebenhain lag. Es arbeiteten bis zu 800 einheimische Frauen und Männer, zum Teil dienstverpflichtet, aus der gesamten Region sowie während des Zweiten Weltkrieges ab 1943 ersatzweise Zwangsarbeiterinnen und Zwangsarbeiter aus der besetzten Ukraine in der Muna.
Die erhaltenen Gebäude der Muna bildeten ab 1946 den Grundstein für die Ansiedlung von Industriebetrieben, die vor allem durch Heimatvertriebene aus den deutschen Ostgebieten und dem Sudetenland gegründet wurden. Ein Bauleitplan der Wehrmacht am westlichen Ortsausgang eine Arbeitersiedlung zu bauen, wurde erst nach 1945 zur Ansiedlung von Heimatvertriebenen umgesetzt (heutiger Eisenbergsweg). Auf diese Weise wandelte sich das bis Mitte der 1930er Jahre landwirtschaftlich geprägte Grebenhain zu einer Industriegemeinde. Aus der straßennahen Kaserne der Wehrmacht ging die Siedlung Oberwald hervor. Zwischen 1982 und 1991 existierte die sogenannte Forward Storage Site Grebenhain, ein von der US Army betriebenes NATO-Munitions- und Treibstoffdepot auf einer Teilfläche der früheren Muna. Neben dem Industriegebiet im Oberwald entstand im Rahmen der Zonenrandförderung ab Mitte der 1960er Jahre ein weiteres am östlichen Ortsausgang in Richtung Vaitshain.

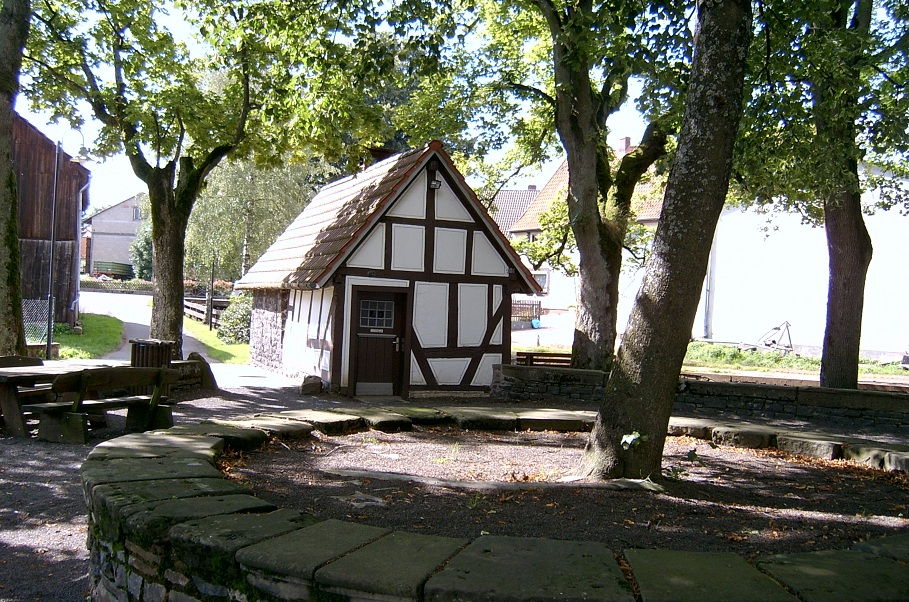
Altes Backhaus am Tanzplatz

1954 erfolgten der jeweils zweistöckige Neubau eines modernen Dorfgemeinschaftshauses und eines Schulgebäudes am westlichen Ortsausgang in Richtung Hartmannshain. Im Rahmen der Einführung der Mittelpunktschulen in Hessen wurde Grebenhain bereits frühzeitig als Standort einer solchen Schule festgelegt und 1964 ein Schulverband der damals noch selbstständigen Gemeinden Bermuthshain, Crainfeld, Grebenhain, Hartmannshain, Herchenhain, Nösberts-Weidmoos, Vaitshain und Volkartshain gegründet. Im Jahr 1970 wurde schließlich der Gebäudekomplex der heutigen Oberwaldschule fertiggestellt, wodurch Grebenhain zum Schulzentrum für einen großen Teil des südöstlichen Vogelsberges wurde.

### Gebietsreform ab 1971
Im Zuge der Gebietsreform in Hessen wurde Grebenhain aufgrund seiner bereits entwickelten zentralörtlichen Funktionen als Sitz einer der neu zu gründenden Großgemeinden festgelegt. Zum 31. Dezember 1971 fusionierten die bis dahin selbstständigen Gemeinden Bannerod, Bermuthshain, Crainfeld, Grebenhain, Hartmannshain, Heisters, Herchenhain, Ilbeshausen, Metzlos, Nösberts-Weidmoos, Vaitshain, und Volkartshain zur neuen Gemeinde Grebenhain. Zum 1. August 1972 erfolgte dann die Eingliederung der bis dahin noch selbstständigen Gemeinden Metzlos-Gehaag und Steigertal (Heisters, Wünschen-Moos, Zahmen). Seit diesem Tag gehört Grebenhain zum Vogelsbergkreis, der aus dem Zusammenschluss der bisherigen Kreise Alsfeld und Lauterbach unter Einbeziehung der Stadt Schotten entstand. Aus dem Dorf Grebenhain und den Siedlungen Oberwald und Ahlmühle wurde der Ortsbezirk Grebenhain mit Ortsbeirat und Ortsvorsteher nach der Hessischen Gemeindeordnung gebildet.
Der Sitz der Gemeindeverwaltung war zunächst das Gemeindehaus im historischen Gemeinde-Doktorhaus zwischen Schule und Postamt an der Hauptstraße 10. 1987 wurde das bisherige Dorfgemeinschaftshaus von 1954 zum neuen Rathaus umgebaut und daneben ein zentrales Bürgerhaus für die Großgemeinde Grebenhain neu errichtet.
Von 1990 bis 1999 wurde Grebenhain als Kernortsteil der Gemeinde durch das Dorferneuerungsprogramm des Landes Hessen gefördert.
Das Forstamt Grebenhain wurde 2003 aufgrund der massiven Sparmaßnahmen durch die Operation Sichere Zukunft der hessischen Landesregierung (Kabinett Koch II) geschlossen und dem benachbarten Forstamt Schotten (heute Landesbetrieb Hessenforst) zugeordnet.

### Feuerlöschwesen
Schon vor den 18. Jahrhundert gab es in den Dörfern ein Feuerlöschwesen, das besonders nach dem Dreißigjährigem Krieg, wo Grebenhain 1646 völlig nieder brannte, stärker gesetzlich geregelt wurde. Durch die neue Feuerlöschordnung der Regierung von Hessen-Darmstadt vom 18. Juni 1767 bekam Grebenhain eine Feuerspritze zugewiesen. Die Handpumpspritzen wurden folglich vierteljährlich überprüft. Nach dieser Anordnung mussten alle Dorfbewohner „außer die ganz Alten und Kinder unter 15 Jahren“ bei der Brandbekämpfung Einsatz zeigen (Pflichtfeuerwehr). Im Jahr 1786 erhielt das Gericht Crainfeld eine Drucklöschpumpe für die vier Gerichtsgemeinden Crainfeld, Bermuthshain, Grebenhain und Ilbeshausen, die fortan einen gemeinsamen Spritzenverband bildeten. Die Drucklöschpumpe wurde in dem Spritzenhaus mit Schlauchturm in Grebenhain stationiert.
Bis zum Jahr 1928 bestand in Grebenhain eine Pflichtfeuerwehr, die im selben Jahr als Freiwillige Feuerwehr Grebenhain unter der Leitung von Heinrich Lind VI. neu gegründet wurde. Seitdem sind alle Mitglieder, aktive wie passive, ehrenamtlich tätig. Da die Freiwillige Feuerwehr Grebenhain im Jahr 1930 eine der ersten Motorspritzen im Landkreis Lauterbach erhielt, wurde sie oft auch zu auswärtigen Bränden alarmiert. Während des Zweiten Weltkriegs waren auch Frauen am aktiven Dienst beteiligt.
1955 wurde ein neues Spritzenhaus gebaut. 1965 feierte man im Rahmen des Kreisfeuerwehrfestes das 200-jährige Bestehen der Grebenhainer Wehr und gründete die erste Jugendfeuerwehr, um den Nachwuchs zu sichern. Aufgrund der überörtlichen Bedeutung in der Brand- und Gefahrenabwehr erfolgte im Rahmen der Einrichtung von Stützpunktfeuerwehren im Vogelsbergkreis 1979 die Errichtung eines Feuerwehrstützpunkts am Ortsausgang nach Hartmannshain. Immer größere Nachwuchsprobleme führten Anfang 2018 zur Gründung einer Kinderfeuerwehr.

### Verwaltungsgeschichte im Überblick
Die folgende Liste zeigt die Staaten und Verwaltungseinheiten, denen Grebenhain angehört(e):
- Vor 1450: Heiliges Römisches Reich, Grafschaft Ziegenhain, Amt Nidda
- 1450–1495: Erbstreit zwischen der Landgrafschaft Hessen und den Grafen von Hohenlohe
- ab 1450: Heiliges Römisches Reich, Landgrafschaft Hessen, Amt Nidda[11]
- ab 1567: Heiliges Römisches Reich Deutscher Nation, Landgrafschaft Hessen-Marburg, Amt Nidda[12]
- 1604–1648: Heiliges Römisches Reich Deutscher Nation, strittig zwischen Landgrafschaft Hessen-Darmstadt und Landgrafschaft Hessen-Kassel (Hessenkrieg)
- ab 1604: Heiliges Römisches Reich Deutscher Nation, Landgrafschaft Hessen-Darmstadt, Amt Nidda[13]
- 1787: Heiliges Römisches Reich Deutscher Nation, Landgrafschaft Hessen-Darmstadt, Oberfürstentum Hessen, Amt Nidda und Lißberg[14]
- ab 1806: Großherzogtum Hessen,[Anm. 2] Fürstentum Oberhessen, Amt Lißberg[15][16]
- ab 1815: Großherzogtum Hessen, Provinz Oberhessen, Amt Lißberg[17]
- ab 1821: Großherzogtum Hessen, Provinz Oberhessen, Landratsbezirk Schotten[18][Anm. 3]
- ab 1832: Großherzogtum Hessen, Provinz Oberhessen, Kreis Nidda
- ab 1848: Großherzogtum Hessen, Regierungsbezirk Nidda
- ab 1852: Großherzogtum Hessen, Provinz Oberhessen, Kreis Lauterbach
- ab 1867: Norddeutscher Bund, Großherzogtum Hessen, Provinz Oberhessen, Kreis Lauterbach
- ab 1871: Deutsches Reich, Großherzogtum Hessen, Provinz Oberhessen, Kreis Lauterbach
- ab 1918: Deutsches Reich, Volksstaat Hessen, Provinz Oberhessen, Kreis Lauterbach
- ab 1938: Deutsches Reich, Volksstaat Hessen, Landkreis Lauterbach
- ab 1945: Deutsches Reich, Amerikanische Besatzungszone,[Anm. 4] Groß-Hessen, Regierungsbezirk Darmstadt, Landkreis Lauterbach
- ab 1946: Deutsches Reich, Amerikanische Besatzungszone, Hessen, Regierungsbezirk Darmstadt, Landkreis Lauterbach
- ab 1949: Bundesrepublik Deutschland, Hessen, Regierungsbezirk Darmstadt, Landkreis Lauterbach
- ab 1972: Bundesrepublik Deutschland, Hessen, Regierungsbezirk Darmstadt, Vogelsbergkreis
- ab 1981: Bundesrepublik Deutschland, Hessen, Regierungsbezirk Gießen, Vogelsbergkreis
- ab 1990: Bundesrepublik Deutschland, Hessen, Regierungsbezirk Gießen, Vogelsbergkreis

### Gerichte seit 1803
In der Landgrafschaft Hessen-Darmstadt wurde mit Ausführungsverordnung vom 9. Dezember 1803 das Gerichtswesen neu organisiert. Für das Fürstentum Oberhessen (ab 1815 Provinz Oberhessen) wurde das „Hofgericht Gießen“ eingerichtet. Es war für normale bürgerliche Streitsachen Gericht der zweiten Instanz, für standesherrliche Familienrechtssachen und Kriminalfälle die erste Instanz. Übergeordnet war das Oberappellationsgericht Darmstadt. Die Rechtsprechung der ersten Instanz wurde durch die Ämter bzw. Standesherren vorgenommen und somit war für Grebenhain das Amt Lißberg zuständig.
Im Großherzogtum Hessen wurden die Aufgaben der ersten Instanz 1821–1822 im Rahmen der Trennung von Rechtsprechung und Verwaltung auf die neu geschaffenen Land- bzw. Stadtgerichte übertragen. Grebenhain fiel in den Gerichtsbezirk des „Landgerichts Schotten“. Mit Wirkung vom 1. Mai 1849 wurde Grebenhain dem Landgericht Altenschlirf zugeteilt. 1854 wurde der Sitz des Landgerichts nach Herbstein verlegt. Anlässlich der Einführung des Gerichtsverfassungsgesetzes mit Wirkung vom 1. Oktober 1879, infolge derer die bisherigen großherzoglich hessischen Landgerichte durch Amtsgerichte an gleicher Stelle ersetzt wurden, während die neu geschaffenen Landgerichte nun als Obergerichte fungierten, kam es zur Umbenennung in „Amtsgericht Herbstein“ und Zuteilung zum Bezirk des Landgerichts Gießen.
Am 1. Juli 1957 verlor das Amtsgericht Herbstein seine Selbständigkeit und wurde endgültig – nachdem es dies schon zu Ende des Zweiten Weltkrieges war – zur Zweigstelle des Amtsgerichts Lauterbach. Am 1. Juli 1968 wurde diese Zweigstelle aufgehoben.
Am 1. Januar 2005 wurde das Amtsgericht Lauterbach als Vollgericht aufgehoben und zur Zweigstelle des Amtsgerichts Alsfeld herabgestuft. Zum 1. Januar 2012 wurde auch diese Zweigstelle geschlossen.

## Bevölkerung

### Einwohnerstruktur 2011
Nach den Erhebungen des Zensus 2011 lebten am Stichtag dem 9. Mai 2011 im Ortsbezirk Grebenhain 1023 Einwohner. Darunter waren 21 (2,1 %) Ausländer. Nach dem Lebensalter waren 150 Einwohner unter 18 Jahren, 405 zwischen 18 und 49, 240 zwischen 50 und 64 und 231 Einwohner waren älter. Die Einwohner lebten in 474 Haushalten. Davon waren 153 Singlehaushalte, 126 Paare ohne Kinder und 129 Paare mit Kindern, sowie 54 Alleinerziehende und 9 Wohngemeinschaften. In 99 Haushalten lebten ausschließlich Senioren und in 294 Haushaltungen lebten keine Senioren.

### Einwohnerentwicklung
Bis zu Beginn des 20. Jahrhunderts lebten Grebenhain etwa vergleichbar viele Menschen wie in den beiden Nachbargemeinden Bermuthshain und Crainfeld. Mit dem Anschluss an das Eisenbahnnetz (1901) nahm die Bevölkerungszahl deutlich zu. Zu einem erheblichen Bevölkerungswachstum führte die Aufnahme der Heimatvertriebenen und die Ansiedlung von Industriebetrieben nach dem Zweiten Weltkrieg. Die Einwohnerzahlen von Grebenhain entwickelten sich seit 1791 wie folgt:
| • 1806: | 552 Einwohner, 102 Häuser          |
| • 1829: | 568 Einwohner, 100 Häuser          |
| • 1867: | 548 Einwohner, 87 bewohnte Gebäude |
| • 1875: | 552 Einwohner, 84 bewohnte Gebäude |

| Grebenhain: Einwohnerzahlen von 1791 bis 2020 | Grebenhain: Einwohnerzahlen von 1791 bis 2020 | Grebenhain: Einwohnerzahlen von 1791 bis 2020 | Grebenhain: Einwohnerzahlen von 1791 bis 2020 | Grebenhain: Einwohnerzahlen von 1791 bis 2020 |
| --- | --------------------------------------------- | --------------------------------------------- | --------------------------------------------- | --------------------------------------------- |
| Jahr |                                               |                                               |                                               | Einwohner                                     |
| 1791 | 1791                                          |                                               | 538                                           | 538                                           |
| 1800 | 1800                                          |                                               | 560                                           | 560                                           |
| 1806 | 1806                                          |                                               | 552                                           | 552                                           |
| 1829 | 1829                                          |                                               | 568                                           | 568                                           |
| 1834 | 1834                                          |                                               | 560                                           | 560                                           |
| 1840 | 1840                                          |                                               | 551                                           | 551                                           |
| 1846 | 1846                                          |                                               | 562                                           | 562                                           |
| 1852 | 1852                                          |                                               | 519                                           | 519                                           |
| 1858 | 1858                                          |                                               | 550                                           | 550                                           |
| 1864 | 1864                                          |                                               | 563                                           | 563                                           |
| 1871 | 1871                                          |                                               | 555                                           | 555                                           |
| 1875 | 1875                                          |                                               | 552                                           | 552                                           |
| 1885 | 1885                                          |                                               | 564                                           | 564                                           |
| 1895 | 1895                                          |                                               | 547                                           | 547                                           |
| 1905 | 1905                                          |                                               | 701                                           | 701                                           |
| 1910 | 1910                                          |                                               | 710                                           | 710                                           |
| 1925 | 1925                                          |                                               | 653                                           | 653                                           |
| 1939 | 1939                                          |                                               | 746                                           | 746                                           |
| 1946 | 1946                                          |                                               | 1.179                                         | 1.179                                         |
| 1950 | 1950                                          |                                               | 1.214                                         | 1.214                                         |
| 1956 | 1956                                          |                                               | 1.086                                         | 1.086                                         |
| 1961 | 1961                                          |                                               | 1.007                                         | 1.007                                         |
| 1967 | 1967                                          |                                               | 941                                           | 941                                           |
| 1970 | 1970                                          |                                               | 943                                           | 943                                           |
| 1980 | 1980                                          |                                               | ?                                             | ?                                             |
| 1990 | 1990                                          |                                               | ?                                             | ?                                             |
| 2000 | 2000                                          |                                               | ?                                             | ?                                             |
| 2005 | 2005                                          |                                               | 998                                           | 998                                           |
| 2011 | 2011                                          |                                               | 1.023                                         | 1.023                                         |
| 2015 | 2015                                          |                                               | 998                                           | 998                                           |
| 2020 | 2020                                          |                                               | 979                                           | 979                                           |
| Datenquelle: Historisches Gemeindeverzeichnis für Hessen: Die Bevölkerung der Gemeinden 1834 bis 1967. Wiesbaden: Hessisches Statistisches Landesamt, 1968. Weitere Quellen: nach 1970 Gemeinde Grebenhain: aus webarchiv; Zensus 2011 |                                               |                                               |                                               |                                               |

### Religion

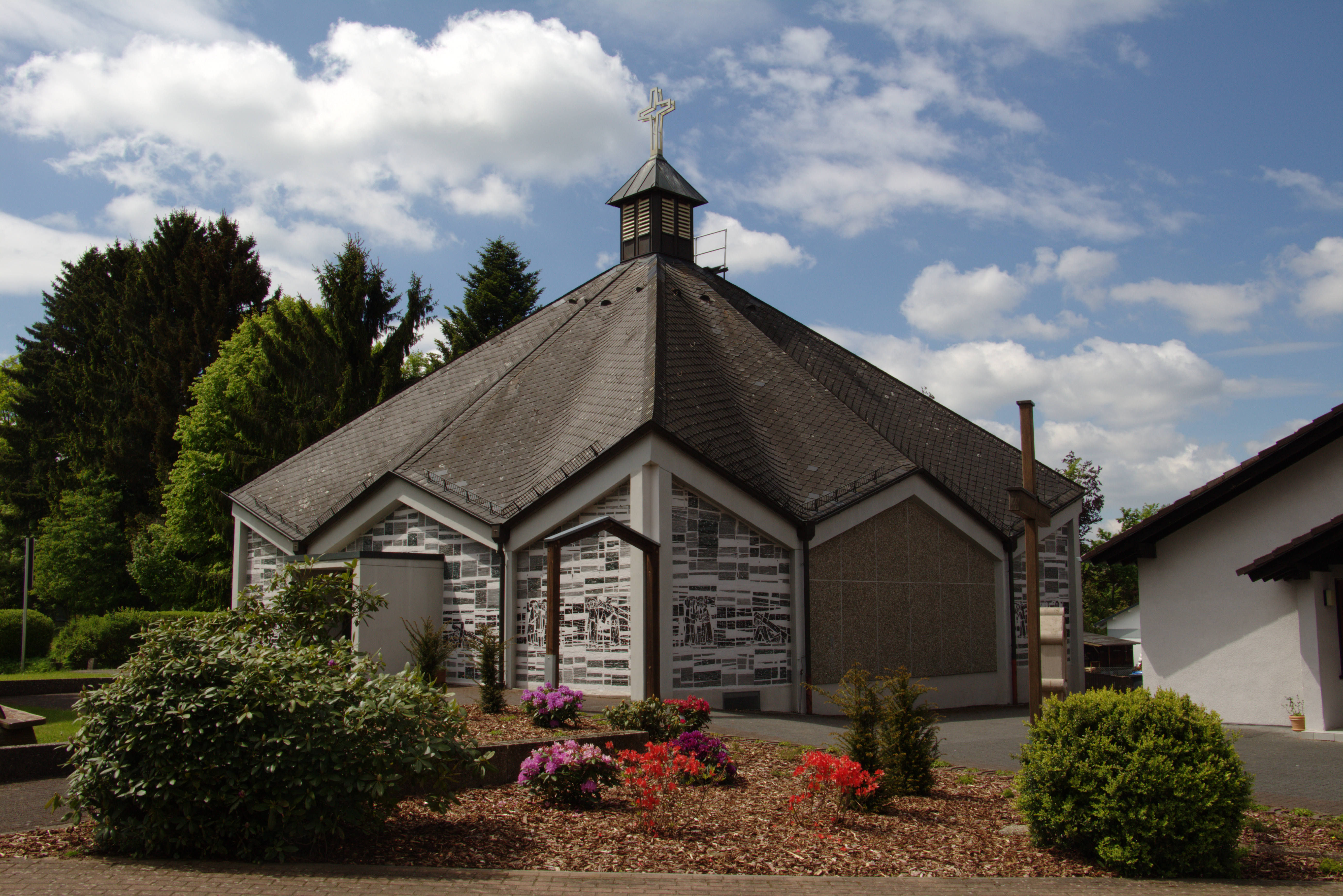
Katholische Kirche Maria Himmelfahrt

Bereits seit dem Mittelalter verfügt Grebenhain über ein eigenes Gotteshaus, das zur evangelischen Pfarrei im benachbarten Crainfeld gehört. Von Beginn an gehörte Grebenhain zu dem 1011 gegründeten Kirchspiel Crainfeld, in dem 1527 die Reformation eingeführt wurde. Bis 1945 war Grebenhain, mit Ausnahme einiger gelegentlich ansässiger Katholiken und bis zu drei jüdischer Familien, nahezu rein evangelisch geprägt.
1946 kamen zahlreiche katholische Heimatvertriebene aus dem Sudetenland in das Dorf und gründeten die katholische Pfarrei Maria Himmelfahrt. Sie errichteten zunächst eine Notkirche, in der für Vertriebenenfamilien gebauten Siedlung Eisenbergsweg, die 1950 geweiht werden konnte. 1968 wurde sie durch die heutige Kirche, ein modernes rundgehaltenes Kirchengebäude, ersetzt. Zu der Pfarrgemeinde gehört heute neben der Großgemeinde Grebenhain auch Freiensteinau.
Historische Religionszugehörigkeit
| • 1829: | 568 evangelische (= 100 %) Einwohner                                |
| • 1961: | 748 evangelische (= 74,28 %), 244 (= 24,23 %) katholische Einwohner |

## Politik
Ortsvorsteher des Ortsteils Grebenhain ist Jürgen Faitz (Stand 2021).

## Kultur und Sehenswürdigkeiten

### Vereine
In Grebenhain bestehen heute folgende Vereine und Vereinigungen (Gründungsjahr in Klammern):
- Gemischter Chor des MGV 1880 Grebenhain (1880)
- Turn- und Sportverein 06 Grebenhain (1906)
- Freiwillige Feuerwehr Grebenhain (1928)
- DRK-Ortsverein Grebenhain (1935)
- VdK-Ortsverband Grebenhain (1948)
- Reit- und Fahrverein Vogelsberg (1954)
- NABU Vogel- und Naturschutzgruppe Grebenhain
- Angelsportverein Grebenhain (1973)
- Backgemeinschaft Grebenhain (1973)
- Tennisclub 77 Grebenhain (1977)
- Gewerbeforum Grebenhain (2006)
- Grebenhainer Kinderhilfe (2007)
- TTC 2009 Grebenhain (2009)

### Bauwerke

#### Evangelische Kirche

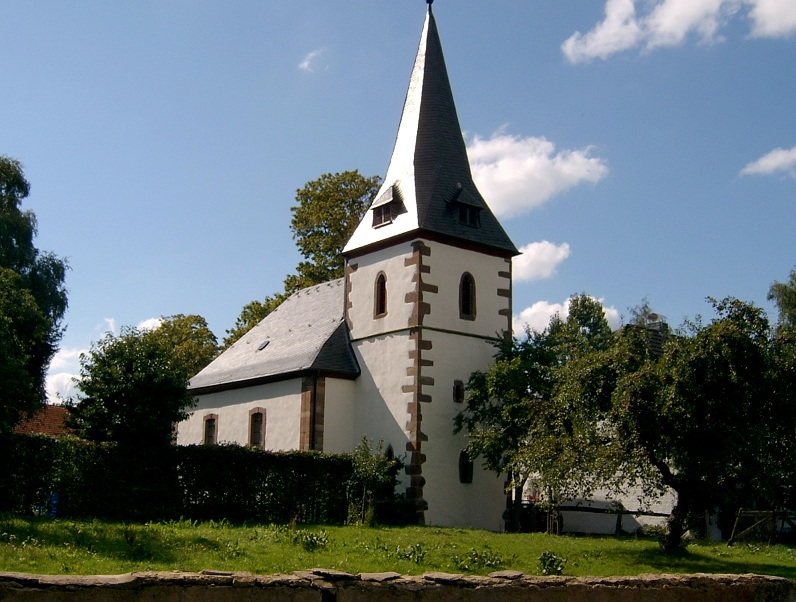
Die Grebenhainer ev. Kirche

Trotz der unmittelbaren Nachbarschaft zum Mutterort Crainfeld wurde in Grebenhain bereits im Mittelalter eine eigene Steinkirche im Stil der Spätgotik erbaut. Das Gotteshaus brannte 1646 im Dreißigjährigen Krieg völlig aus, wurde aber anschließend wiederhergestellt. Viele Handschriften und Bücher gingen jedoch verloren. Im Jahr 1784 wurde das Kirchenschiff neu gebaut, während der gedrungene Turm aus dem Mittelalter erhalten blieb und somit heute das älteste Gebäude im Ort ist.

#### Tanzplatz
Unmittelbar vor der Kirche liegt der historische „Tanzplatz“, der außen von einer etwa kniehohen Basaltsteinmauer mit Sandsteinabdeckung rechteckig eingefasst ist. Im Inneren befindet sich ein hüfthohes Rondell mit ca. 5 m Durchmesser, auf dem in der Mitte traditionell eine Linde steht. Bei Veranstaltungen wurde um den Baum eine gedielte Tanzbühne gelegt. Der Tanzplatz ist durch eine Jahreszahl auf das Jahr 1756 datiert. Auf ihm wurde bis Ende des 19. Jahrhunderts die örtliche Kirmes abgehalten und ab den 1970er die Backhauskirmes, die erste in Hessen. Bis ca. 1970 stand in der nordöstlichen Ecke des Tanzplatzes das Gemeinde-Wachhaus, indem der Nachtwächter seinen Dienstsitz hatte. Eine von verschiedenen Heimatforschern behauptete Nutzung als Gerichtsplatz ist nicht belegt, obwohl die Form und Anordnung neben der Kirche auch an einen Gerichtsplatz erinnern könnte.

## Wirtschaft und Infrastruktur
Grebenhain erfüllt die Funktion des Unterzentrums für das Gebiet der gleichnamigen Großgemeinde. Durch die ansässigen Gewerbe- und Industriebetriebe ist es Einpendlerort für die übrigen Ortsteile der Gemeinde und für benachbarte Gemeinden.

### Unternehmen
Die größeren Betriebe konzentrieren sich in den beiden Gewerbegebieten im Oberwald und an der Vaitshainer Straße. Mit Abstand wichtigster überlokaler Arbeitgeber war bis zum Jahresende 2020 die STI Grebenhain Display+Verpackung GmbH, ein Zweigwerk der STI Group mit zeitweise rund 330 Mitarbeitern. Die Firma siedelte einen ihrer Betriebe 1966 im Oberwald an und ist nach eigenen Angaben der größte Hersteller von Displays in Europa. Nach der Schließung des Werkes wurde die Liegenschaft von der HR Structures GmbH übernommen, einem Hersteller von Leichtbauhallen und Veranstaltungszelten.

### Windenergie
Entlang der Gemarkungsgrenze zu Ilbeshausen wurden im Vorentwurf für den Teilregionalplan Energie Mittelhessen zunächst zwei mögliche Vorranggebiete für Windenergie ausgewiesen.
Geplant war die Errichtung eines Windparks mit drei Windkraftanlagen des Typs Enercon E-101 (Nennleistung je Anlage 3 MW) auf dem Klöshorst nahe der Gemarkungsgrenze zu Ilbeshausen. Der Windpark sollte durch die hessenEnergie GmbH als Tochterfirma der Oberhessischen Versorgungsbetriebe (OVAG) betrieben und bis Ende 2014 fertiggestellt werden. Die Fläche wurde jedoch aufgrund möglicher Konflikte mit einem bestehenden Vogelschutzgebiet letztendlich nicht als Vorranggebiet ausgewiesen.

### Verkehr
Durch Grebenhain führt die Bundesstraße 275 in ost-westlicher Richtung. Grebenhain ist Standort einer Straßenmeisterei von Hessen Mobil (bis 2012 Hessische Straßen- und Verkehrsverwaltung). Sie ist für die Instandhaltung und Schneeräumung der Bundes-, Landes- und Kreisstraßen im südöstlichen Vogelsberg mit insgesamt 338 km Länge zuständig. Im Jahr 2000 wurde auf der Trasse der ehemaligen Vogelsbergbahn der Vulkanradweg eröffnet, mit dem Bahnradweg Hessen vernetzt ist.

### Öffentliche Einrichtungen

#### Klinik
Ebenfalls im Oberwald, im Randbereich der früheren Wohnsiedlung der Munitionsanstalt, befindet sich die HELIOS Klinik Oberwald, die zur Helios-Kliniken-Gruppe (ursprünglich Dr. Helmig GmbH) gehört und seit 1973 besteht. Die Klinik ist ein Fachkrankenhaus für Angiopathie und Enddarmerkrankungen und beschäftigt etwa 140 Mitarbeiter.

#### Sanitäts- und Feuerwehrstützpunkt
Der überörtliche Sanitäts- und Feuerwehrstützpunkt liegt am westlichen Ortsausgang.

#### Naturzelt- und Grillplatz
Am Waldrand gelegen befindet sich ein bundesweit bekannter Naturzeltplatz mit Sanitäreinrichtung, aber ohne Strom und ein dazugehöriger Grillplatz. Zu erreichen ist er über den Breungeshainer Weg nordwestlich von Grebenhain unterhalb des Oberwaldes.

### Bildung
Im Ortsteil Grebenhain und im Ortsteil Crainfeld befinden sich die beiden Kindergärten mit Nachmittagsbetrieb und einer U-3-Versorgung. Die Oberwaldschule im Ortsteil Grebenhain ist eine kooperative Gesamtschule des Vogelsbergkreises mit gegenwärtig (Stand: 2012) etwa 700 Schülern und Schülerinnen. Das Einzugsgebiet erstreckt sich für die Grundschule auf die Großgemeinde Grebenhain, für die Sekundarstufe I darüber hinaus noch auf die Großgemeinden Freiensteinau und Lautertal sowie auf die Stadt Herbstein.

## Persönlichkeiten

### Söhne und Töchter des Dorfes
- Norbert Stier (* 1953), seit 2010 Vizepräsident für militärische Angelegenheiten des Bundesnachrichtendienstes.

### Personen, die mit dem Dorf in Verbindung stehen
- Wilhelm Freiherr von Müffling genannt Weiß (1839–1912), 1889–1904 Polizeipräsident von Frankfurt am Main, ließ 1904 die Waldvilla im Oberwald als Altersruhesitz erbauen, wo er von 1904 bis zu seinem Tode in 1912 wohnte, Ruhestätte für ihn und seine Frau, eine geborene Riedesel, auf dem Grebenhainer Friedhof.
- Otto Lang (1883–1955), ab 1927 Tierarzt in Grebenhain, 1929 Gründer der dortigen NSDAP-Ortsgruppe, 1930–1934 NSDAP-Kreisleiter Lauterbach und 1933–1934 Kreisdirektor des Kreises Lauterbach, Parteiausschluss und Berufsverbot in 1934.
- Lutz Helmig (* 1946), ab 1982 Komplementär der Klinik Oberwald, 1987–1994 Gesellschafter der Asklepios-Kliniken (als Mitgründer), 1994–1999 Geschäftsführer der Helios-Kliniken (als Gründer).